# Crimson Thunder
Crimson thunder es el cuarto álbum de estudio de la banda sueca de heavy metal HammerFall; el álbum fue lanzado en 2002.

## Lista de canciones
| N.º | Título                               | Escritor(es)          | Duración |  |
| 1.  | «Riders of the storm»                | Oscar Dronjak         | 4:35     |  |
| 2.  | «Hearts on fire»                     | Dronjak               | 3:53     |  |
| 3.  | «On the edge of honour»              | Dronjak               | 4:47     |  |
| 4.  | «Crimson thunder»                    | Dronjak               | 5:03     |  |
| 5.  | «Lore of the arcane»                 | Dronjak               | 1:29     |  |
| 6.  | «Trailblazers»                       | Dronjak               | 4:37     |  |
| 7.  | «Dreams come true»                   | Dronjak               | 4:03     |  |
| 8.  | «Angel of mercy (cover de Chastain)» | David T. Chastain     | 5:38     |  |
| 9.  | «The unforgiving blade»              | Dronjak               | 3:40     |  |
| 10. | «In memoriam (instrumental)»         | Stefan Elmgren        | 4:23     |  |
| 11. | «Hero's return»                      | Dronjak, Roger Waters | 5:22     |  |

Bonus track edición Europea y Brasilera:
12. "Rising force" (Yngwie Malmsteen cover) 4:30
Bonus track edición Americana:
12. "Detroit rock city" (Kiss cover) 3:56
Bonus track edición Japonesa:
12. "Crazy nights" (Loudness cover)
13. "Renegade" (live)
14. "HammerFall" (live)
Bonus tracks en Limited Gold Edition:
12. "Heeding the call" (live)
13. "Hearts on fire" (videoclip)

## Formación
- Joacim Cans - voz
- Oscar Dronjak - guitarra, coros
- Magnus Rosén - bajo
- Anders Johansson - batería
- Stefan Elmgren - guitarra